# Leader nei fumble forzati per stagione nella National Football League
La seguente è la lista dei giocatori della National Football League che hanno guidato la stagione regolare in fumble forzati ogni anno. La NFL ha iniziato a tenere ufficialmente conto della statistica dalla stagione 1981. Otto giocatori hanno guidato la lega più di una volta. Rickey Jackson detiene il record con quattro affermazioni. Robert Mathis vi è riuscito tre volte e altri sei giocatori per due volte.
| Simbolo | Significato                                                 |
| ------- | ----------------------------------------------------------- |
| Leader  | Giocatore che hanno registrare più fumble forzati nella NFL |
| P       | Partite giocate nel corso della stagione                    |
| FF      | Numero di fumble forzati                                    |
| ^       | Membro della Pro Football Hall of Fame                      |
| *       | Giocatore in attività                                       |
| (#)     | Numero di volte che il giocatore appare nella lista         |

| Anno                  | Leader               | Squadra              | FF | P  | Note  |
| --------------------- | -------------------- | -------------------- | -- | -- | ----- |
| 1981                  | Rickey Jackson^      | New Orleans Saints   | 2  | 16 | [ 1 ] |
| 1982                  | Rickey Jackson^ (2)  | New Orleans Saints   | 1  | 9  | [ 1 ] |
| Ronnie Lott^          | San Francisco 49ers  | [ 1 ]                |    |    |       |
| 1983                  | Clay Matthews Jr.    | Cleveland Browns     | 4  | 16 | [ 1 ] |
| 1984                  | Richard Dent^        | Chicago Bears        | 4  | 16 | [ 1 ] |
| Rickey Jackson^ (3)   | New Orleans Saints   | [ 1 ]                |    |    |       |
| 1985                  | Richard Dent^ (2)    | Chicago Bears        | 7  | 16 | [ 1 ] |
| 1986                  | Rickey Jackson^ (4)  | New Orleans Saints   | 6  | 16 | [ 1 ] |
| 1987                  | Chris Doleman^       | Minnesota Vikings    | 6  | 12 | [ 1 ] |
| 1988                  | Henry Thomas         | Minnesota Vikings    | 4  | 15 | [ 1 ] |
| Jim Jeffcoat          | Dallas Cowboys       | 16                   |    |    |       |
| Tim McDonald          | Philadelphia Eagles  |                      |    |    |       |
| 1989                  | Greg Townsend        | Los Angeles Raiders  | 6  | 16 | [ 1 ] |
| 1990                  | Derrick Thomas^      | Kansas City Chiefs   | 6  | 15 | [ 1 ] |
| 1991                  | Broderick Thomas     | Tampa Bay Buccaneers | 7  | 16 | [ 1 ] |
| 1992                  | Derrick Thomas^ (2)  | Kansas City Chiefs   | 8  | 16 | [ 1 ] |
| 1993                  | Lonnie Marts         | Kansas City Chiefs   | 6  | 16 | [ 1 ] |
| 1994                  | Neil Smith           | Kansas City Chiefs   | 5  | 14 | [ 1 ] |
| Bruce Smith^          | Buffalo Bills        | 15                   |    |    |       |
| Greg Lloyd            | Pittsburgh Steelers  | 15                   |    |    |       |
| 1995                  | Clyde Simmons        | Arizona Cardinals    | 6  | 16 | [ 1 ] |
| Anthony Pleasant      | Cleveland Browns     |                      |    |    |       |
| Ed McDaniel           | Minnesota Vikings    |                      |    |    |       |
| Greg Lloyd (2)        | Pittsburgh Steelers  |                      |    |    |       |
| 1996                  | Bruce Smith^ (2)     | Buffalo Bills        | 5  | 16 | [ 1 ] |
| Tony Brackens         | Jacksonville Jaguars |                      |    |    |       |
| Jason Sehorn          | New York Giants      |                      |    |    |       |
| Kevin Carter          | St. Louis Rams       |                      |    |    |       |
| 1997                  | Roy Barker           | San Francisco 49ers  | 8  | 13 | [ 1 ] |
| 1998                  | Michael Sinclair     | Seattle Seahawks     | 6  | 16 | [ 1 ] |
| 1999                  | Tony Brackens (2)    | Jacksonville Jaguars | 8  | 16 | [ 1 ] |
| Jevon Kearse          | Tampa Bay Buccaneers |                      |    |    |       |
| 2000                  | Trace Armstrong      | Miami Dolphins       | 7  | 16 | [ 1 ] |
| 2001                  | Michael Strahan^     | New York Giants      | 6  | 16 | [ 1 ] |
| John Abraham          | New York Jets        |                      |    |    |       |
| 2002                  | Dwight Freeney       | Indianapolis Colts   | 9  | 16 | [ 1 ] |
| Leonard Little        | St. Louis Rams       |                      |    |    |       |
| 2003                  | Leonard Little (2)   | St. Louis Rams       | 6  | 12 | [ 1 ] |
| Simeon Rice           | Tampa Bay Buccaneers | 16                   |    |    |       |
| LaVar Arrington       | Washington Redskins  |                      |    |    |       |
| 2004                  | Robert Mathis        | Indianapolis Colts   | 6  | 16 | [ 1 ] |
| Will Smith            | New Orleans Saints   |                      |    |    |       |
| 2005                  | Robert Mathis (2)    | Indianapolis Colts   | 8  | 13 | [ 1 ] |
| 2006                  | Jason Taylor^        | Miami Dolphins       | 9  | 16 | [ 1 ] |
| 2007                  | Chris Harris         | Carolina Panthers    | 8  | 15 | [ 1 ] |
| 2008                  | James Harrison       | Pittsburgh Steelers  | 7  | 15 | [ 1 ] |
| 2009                  | Shaun Phillips       | San Diego Chargers   | 7  | 16 | [ 1 ] |
| 2010                  | Osi Umenyiora        | New York Giants      | 10 | 16 | [ 1 ] |
| 2011                  | Terrell Suggs        | Baltimore Ravens     | 7  | 16 | [ 1 ] |
| 2012                  | Charles Tillman      | Chicago Bears        | 10 | 16 | [ 1 ] |
| 2013                  | Robert Mathis (3)    | Indianapolis Colts   | 10 | 16 | [ 1 ] |
| 2014                  | Daryl Smith          | Baltimore Ravens     | 5  | 16 | [ 1 ] |
| Robert Quinn*         | St. Louis Rams       |                      |    |    |       |
| Ryan Kerrigan         | Washington Redskins  |                      |    |    |       |
| 2015                  | Jamie Collins*       | New England Patriots | 5  | 12 | [ 1 ] |
| 2016                  | Vic Beasley          | Atlanta Falcons      | 6  | 16 | [ 1 ] |
| Bruce Irvin*          | Oakland Raiders      |                      |    |    |       |
| 2017                  | Yannick Ngakoue*     | Jacksonville Jaguars | 6  | 16 | [ 1 ] |
| 2018                  | J.J. Watt            | Houston Texans       | 7  | 16 | [ 1 ] |
| Dee Ford*             | Kansas City Chiefs   |                      |    |    |       |
| 2019                  | Chandler Jones*      | Arizona Cardinals    | 8  | 16 | [ 1 ] |
| T.J. Watt*            | Pittsburgh Steelers  |                      |    |    |       |
| 2020                  | Marlon Humphrey*     | Baltimore Ravens     | 8  | 15 | [ 1 ] |
| 2021                  | Shaquille Leonard*   | Indianapolis Colts   | 8  | 17 | [ 1 ] |
| 2022                  | Alex Highsmith*      | Pittsburgh Steelers  | 5  | 17 | [ 1 ] |
| Haason Reddick*       | Philadelphia Eagles  |                      |    |    |       |
| 2023                  | Bradley Chubb*       | Miami Dolphins       | 6  | 17 | [ 1 ] |
| Antoine Winfield Jr.* | Tampa Bay Buccaneers |                      |    |    |       |
| 2024                  | T.J. Watt            | Pittsburgh Steelers  | 6  | 17 | [ 1 ] |